# إريك واينبرغ
إريك واينبرغ (بالإنجليزية: Erick Weinberg)‏ (و. 1947 – م) هو فيزيائي، وأستاذ جامعي من الولايات المتحدة الأمريكية .

## التعليم
تعلم في جامعة هارفارد

## مناصب وهيئات
أدار جامعة كولومبيا.